# Gerhard Prosi
Gerhard Prosi (* 27. Oktober 1935 in Ludwigsburg; † 29. August 2014 in Kiel) war ein deutscher Wirtschaftswissenschaftler und Hochschullehrer.

## Leben
Gerhard Prosi studierte Wirtschaftswissenschaften an der Universität Marburg/L.; er arbeitete hier von 1962 bis 1967 als wissenschaftlicher Assistent und promovierte 1965. Seine Habilitation an dieser Universität erfolgte 1970. Auswärtige Lehrtätigkeiten nahm er als Visiting Lecturer an der Princeton University wahr (1967–1969), außerdem an der Southern Methodist University of Dallas (1969–1973). Im Jahre 1973 wurde er als ordentlicher Professor für Wirtschaftswissenschaft an der Christian-Albrechts-Universität zu Kiel berufen, sein Schwerpunkt in Lehre und Forschung war das Gebiet der Wirtschaftspolitik.
In seinen ersten Berufsjahren beschäftigte sich Prosi vor allem mit der Ökonomie des Buchmarkts. Später lagen seine Schwerpunkte auf den Gebieten der Wirtschaftspolitik in der Sozialen Marktwirtschaft, der Mitbestimmung und der Umweltökonomie.

## Schriften (Auswahl)
- Technischer Fortschritt als mikroökonomisches Problem (= Berner Beiträge zur Nationalökonomie, Bd. 4). Haupt, Bern 1966 (Dissertation Universität Marburg).
- Der Einfluss des Autorenhonorars auf den Bücherpreis. In: Zeitschrift für Nationalökonomie, Bd. 30 (1971), S. 209–224.
- Ökonomische Theorie des Buches. Volkswirtschaftliche Aspekte des Urheber- und Verlegerschutzes (= Gesellschaft und Kommunikation, Bd. 10). Bertelsmann Universitätsverlag, Düsseldorf 1971, ISBN 3-571-09123-X (Habilitationsschrift Universität Marburg).
- Patens and externalities. In: Zeitschrift für Nationalökonomie, Bd. 31 (1971), S. 63–80.
- Volkswirtschaftliche Auswirkungen des Mitbestimmungsgesetzes 1976 (= Grundlagen, Eigentum und Politik, Bd. 4). Bachem, Köln 1978, ISBN 3-7616-0486-6.
- Umwelt und Wirtschaftswachstum. In: Energieversorgung – Umwelt – Wachstum (= Bildungsstätte Tannenfelde, Heft 1). Rendsburg 1979, S. 42–69.
- Mitbestimmung und volkswirtschaftliche Effizienz. In: Franz Jürgen Säcker (Hrsg.): Mitbestimmung und Effizienz. Schäffer, Stuttgart 1981, S. 29–74, ISBN 3-8202-0188-2.
- The International Economic System – Source or Solution of Conflicts? In: Werner Kaltefleiter/Ulrike Schumacher (Hrsg.): Conflicts, options, strategies in a threatened world 1985. Institute for Political Science, Kiel 1986, S. 37–60.
- (Hrsg.): Weltwirtschaft, pazifische Herausforderung und europäische Antwort (= Veröffentlichungen der Hanns-Martin-Schleyer-Stiftung, Bd. 21). Bachem, Köln 1987, ISBN 3-7616-0893-4.
- Einschränkungen der Tarifautonomie im Interesse des Gemeinwohls? In: Volkhard Laitenberger (Red.): Die deutschen Gewerkschaften in der modernen Wirtschaftsgesellschaft (= Symposium Ludwig-Erhard-Stiftung e.V. Bonn, Bd. 24). G. Fischer, Stuttgart 1989, S. 27–39, ISBN 3-437-50327-8.
- Europäische Integration durch Wettbewerb? Eine politisch-ökonomische Analyse. In: Gerard Radnitzky (Hrsg.): Ordnungstheorie und Ordnungspolitik. Springer, Berlin 1991, S. 119–135, ISBN 3-540-54357-0.
- Die erforderlichen Schritte aus politökonomischer Sicht. In: Horst Friedrich Wünsche (Hrsg.): Vom Zentralplan zur sozialen Marktwirtschaft. Erfahrungen der Deutschen beim Systemwechsel (= Symposium/Ludwig-Erhard-Stiftung Bonn, Bd. 30). G. Fischer, Stuttgart 1992, S. 29–48, ISBN 3-437-50347-2.
- (Hrsg.): Dynamik des Weltmarktes – Schlankheitskur für den Staat? (= Veröffentlichungen der Hanns-Martin-Schleyer-Stiftung, Bd. 37). Bachem, Köln 1993, ISBN 3-7616-1233-8.
- Umweltresourcen in der Sozialen Marktwirtschaft. In: Martin Lambert (Hrsg.): Umweltpolitik vor neuen Herausforderungen (= Symposium Ludwig-Erhard-Stiftung e.V. Bonn, Bd. 31). G. Fischer, Stuttgart 1993, S. 97–118, ISBN 3-88991-026-2.
- Umweltpolitik im Rahmen der Marktwirtschaft. In: Carsten Herrmann -Pillath (Hrsg.): Marktwirtschaft als Aufgabe. Wirtschaft und Gesellschaft im Übergang vom Plan zum Markt (= Grundtexte zur sozialen Marktwirtschaft, Bd. 3). G. Fischer, Stuttgart 1994, S. 439–461, ISBN 3-437-40331-1.
- Wettbewerb. Das Prinzip Freiheit und das Prinzip Verantwortung. In: Wernhard Möschel (Hrsg.): Marktwirtschaft und Rechtsordnung. Festschrift zum 70. Geburtstag von Prof. Dr. Erich Hoppmann (= Wirtschaftsrecht und Wirtschaftspolitik, Bd. 133). Nomos, Baden-Baden 1994, S. 127–142, ISBN 3-7890-3221-2.
- (Hrsg.): Gesundung der Staatsfinanzen – Wege aus der blockierten Gesellschaft (= Veröffentlichungen der Hanns-Martin-Schleyer-Stiftung, Bd. 45). Bachem, Köln 1995, ISBN 3-7616-1243-5.
- Urheberrecht – Bindeglied zwischen Kultur und Markt. In: Hans Altenhein (Hrsg.): Probleme des Verlagsgeschäfts. Beiträge zur Entwicklung des Literaturmarktes (= Mainzer Studien zur Buchwissenschaft, Bd. 2). Harrassowitz, Wiesbaden 1995, S. 33–42, ISBN 3-447-03645-1.
- Zur Zukunft des Steuerstaates. In: Meinolf Dierkes (Hrsg.): Sozialstaat in der Krise. Hat die soziale Marktwirtschaft noch eine Chance? Gabler, Wiesbaden  1996, S. 145–162, ISBN 3-409-19315-4.
- Die Gefährdung der Ordnungspolitik in der Wohlstandsgesellschaft. In: Edward Keynes (Hrsg.): Willensbildungsprozesse und Demokratie. Werner Kaltefleiter zum Gedenken (= Kieler Schriften zur politischen Wissenschaft, Bd. 12). Lang, Frankfurt/M. 2000, S. 193–208, ISBN 3-631-36442-3